# Ceuthomantidae
Ceuthomantidae – monotypowa rodzina płazów bezogonowych zamieszkująca Wyżynę Gujańską. Jedynym należącym do niego rodzajem jest Ceuthomantis, na który składają się cztery gatunki. Wraz z rodzinami Brachycephalidae, Craugastoridae, Eleutherodactylidae i Strabomantidae, ustanowionymi przez Stephena Blaira Hedgesa w 2008 roku, należy do kladu Terrarana.

## Rozmieszczenie geograficzne
Rodzaj obejmuje gatunki występujące na wysokości 493–1540 m n.p.m. w południowej i wschodniej części Wyżyny Gujańskiej, w tym stoki i szczyty: Mount Ayanganna i masyw Wokomung w Gujanie, Cerro Aracamuni i Sierra Tapirapecó w masywie Cerro Neblina na granicy Wenezueli i Brazylii i Sarisariñama Tepui w południowej Wenezueli, rozciągając się do sąsiednich terenów Brazylii.

## Systematyka
Rodzinę i rodzaj zdefiniował w 2009 roku amerykańsko-kanadyjski zespół herpetologów (Amerykanie Matthew Paul Heinicke, William Edward Duellman, Linda Trueb, Donald Bruce Means i Stephen Blair Hedges oraz Kanadyjczyk MacCulloch) w artykule poświęconym nowej rodzinie żab z Ameryki Południowej, opublikowanym w czasopiśmie „Zootaxa”. Gatunkiem typowym jest (oryginalne oznaczenie) C. smaragdinus.

### Etymologia
Ceuthomantis: gr. κευθος keuthos ‘w głębokościach ziemi’; μαντις mantis, μαντεως manteōs ‘wieszcz’ (tj. żaba drzewna).

### Podział systematyczny
Do rodzaju należą następujące gatunki:
- Ceuthomantis aracamuni (Barrio-Amorós & Molina, 2006)
- Ceuthomantis cavernibardus (Myers & Donnelly, 1997)
- Ceuthomantis duellmani Barrio-Amorós, 2010
- Ceuthomantis smaragdinus Heinicke, Duellman, Trueb, Means, MacCulloch & Hedges, 2009